# Pasquale Ottino

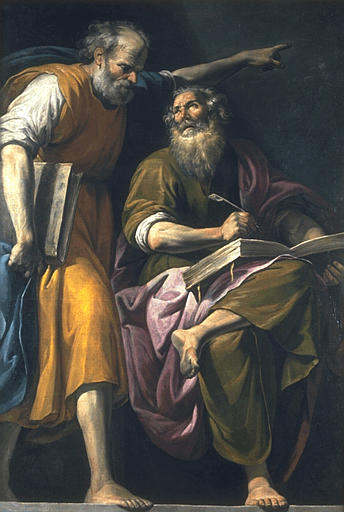
San Marcos escribe su Evangelio al dictado de San Pedro.

Pasquale Ottino u Ottini, llamado Pasqualotto (Verona, 26 de septiembre de 1578 - Verona, 30 de julio de 1630), fue un pintor italiano del Barroco, cercano al círculo de los caravaggistas.

## Biografía

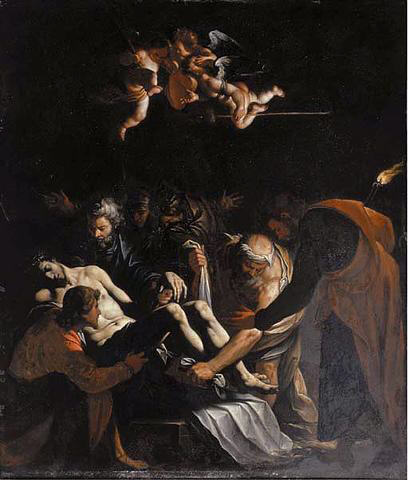
Deposición.

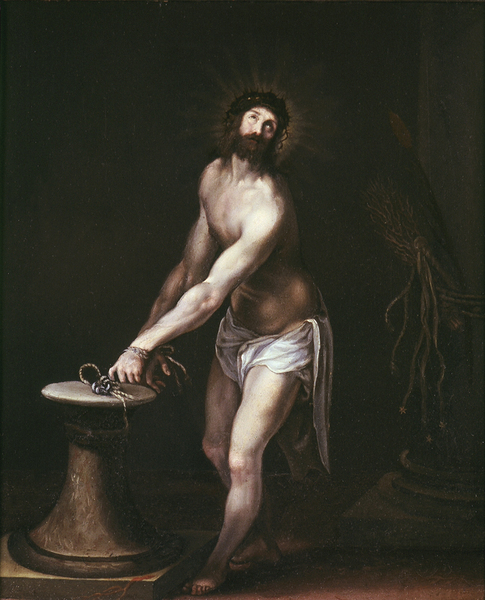
Cristo atado a la columna.

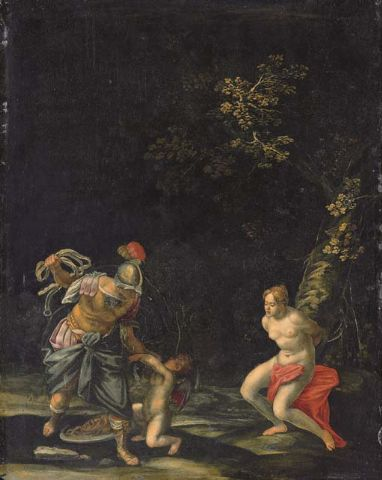
Castigo de Cupido.

Fue alumno de Felice Brusasorci. A la muerte de su maestro se encargó (junto a otro alumno de Brusasorci, Alessandro Turchi), de concluir la pala de altar del Encuentro del Maná (San Giorgio in Braida, Verona), que éste había dejado inacabada (1605).
De 1613 data la primera obra segura de Ottino como artista independiente, los Misterios del Rosario (Iglesia parroquial de Engazzà), en la que los tonos azulados típicos de Brusasorci se combinan con figuras esculturales provenientes del estudio del arte de Giulio Romano y un colorido cercano al de Jacopo Bassano. Ottino añade a la ejecución algo apresurada en caras y manos con un toque emocional muy característico de su obra.
Aunque autores antiguos citan una visita a Roma de nuestro pintor, está atestiguada documentalmente su presencia continuada en Verona hasta 1619. Sin embargo, su Matanza de los Inocentes (1619) contiene indudables citas a la obra homónima de Guido Reni conservada en la Pinacoteca Nacional de Bolonia. También podemos citar como posibles referentes a Giovanni Lanfranco y Alessandro Tiarini. Una obra algo posterior como es su Anunciación de la iglesia de Oppeano muestra la influencia de Ludovico Carracci.
Siempre abierto a nuevas influencias, Ottino se acerca al arte del caravaggista Marcantonio Bassetti, otro antiguo alumno de Brusasorci, pero con una paleta casi veneciana por su riqueza y sus hermosos efectos lumínicos (Virgen con santos, San Giorgio in Braida). Sus figuras ganan en monumentalidad e incluye rasgos naturalistas que nos recuerdan fuertemente al mismo Caravaggio.
Sin embargo, en su última época, Pasqualotto parece retornar a su primigenio clasicismo, se aleja de los efectos tenebristas y vuelve a los postulados de la escuela boloñesa liderada por Reni (Desposorios místicos de Santa Catalina de Alejandría, Museo de Castelvecchio, Verona).

## Obras destacadas
- Misterios del Rosario (1613, iglesia parroquial de Engazzà)
- Monje leyendo (Colección Privada, Florencia)
- Conversión de San Pablo (Bob Jones University Museum, Greenville)
- Retrato masculino (mercado de arte, Londres)
- San Francisco de Asís tiene la visión del ángel que le muestra una botella llena de agua (Cariplo, Milán)
- Matanza de los Inocentes (1619, San Stefano, Verona)
- Anunciación con San Carlos Borromeo (c. 1620, iglesia parroquial de Oppeano)
- Asunción de la Virgen (d. 1619, Santa Maria in Vanzo, Padua)
- San Joaquín (1619-23, San Bernardino, Verona)
- San José (1619-23, San Bernardino, Verona)
- Virgen con niño en gloria y santos Bernardino, Antonio Abad, Agustín, Benito, Mauro y ángeles (1620-30, San Giorgio in Braida, Verona)
- Asunción de la Virgen (1623, Colección Privada, Siena)
- Desposorios místicos de Santa Catalina (Museo de Castelvecchio, Verona)
- Coronación de la Virgen con la Santísima Trinidad y los santos Cristóbal, Francisco de Asís, Jorge, Benito, Catalina de Alejandría y Toscana (1625-30, Museo de Castelvecchio, Verona)
- Martirio y gloria de los santos Fermo y Rústico (Museo de Castelvecchio, Verona)